# Macarena Paz
Macarena Paz Arancibia (Buenos Aires, Argentina; 13 de septiembre de 1991) es una actriz y modelo argentina. Se hizo conocida por su papel en la telenovela Consentidos.

## Carrera profesional
Macarena Paz comenzó como modelo a los 14 años y realizó campañas gráficas en Uruguay, Argentina, Perú y Chile.
Comenzó a trabajar como actriz en 2009 en  la telenovela juvenil Consentidos, en la que interpretó a Renata, la antagonista, y a Lucila. 
En 2012 interpretó el papel de Francesca Hagi en la segunda temporada de la telecomedia Los Únicos, protagonizada por Nicolás Cabré, Nicolás Vázquez y Emilia Attias en El trece. También fue la protagonista del video «Mi reina del dolor», de la banda mexicana Maná y del video «Me perdí», de Thian.
En 2013 realizó una participación especial en Solamente vos.
A fines de 2013 fue convocada para ser la antagonista de la telenovela juvenil de Yair Dori, Señales, del fin del mundo.
Condujo una emisión del programa Los 15 Mejores, del canal de música Quiero música en mi idioma.
En 2017 se incorporó a la novela del trece, Las Estrellas donde interpretó a "Trini" una mucama muy divertida del hotel de las hermanas Estrellas.
En 2018 participó en el video musical de la canción «Dice», de la banda de rock argentina Ciro y los Persas, liderada por el cantante y compositor Andrés Ciro Martínez. Este mismo año, la actriz actuó en la novela de Telefe "Cien días para enamorarse" donde interpretó a la profesora Catalina Connor.
En 2019, se incorporó a la Segunda Parte de la telenovela de Polka Argentina, tierra de amor y venganza interpretando a "Marie" la prima de Lucía Morel y la amante de Torcuato Ferreira.

## Filmografía

### Televisión
| Año       | Título                               | Personajes                   | Canal      |
| --------- | ------------------------------------ | ---------------------------- | ---------- |
| 2009–2010 | Consentidos                          | Renata De Briceño            | El Trece   |
| 2009–2010 | Consentidos                          | Lucila                       | El Trece   |
| 2010–2011 | Los 15 mejores                       | Conductora                   | Quiero     |
| 2011      | Ran 15                               | Conductora                   | América TV |
| 2012      | Los Únicos                           | Francesca Hagi (adolescente) | El Trece   |
| 2013      | Solamente vos                        | Mauge                        | El Trece   |
| 2013–2014 | Señales, del fin del mundo           | Eme Piñeiro                  | TV Pública |
| 2016–2017 | El regreso de Lucas                  | Elisa Monteyro               | Telefe     |
| 2017-2018 | Las Estrellas                        | María Trinidad "Trini"       | El Trece   |
| 2018      | Cien días para enamorarse            | Catalina Connor              | Telefe     |
| 2019      | Argentina, tierra de amor y venganza | Marie Morel                  | El Trece   |
| 2022      | Los protectores                      | Marina Álvarez               | Star+      |

## Teatro
| Año  | Título  | Personaje | Director    | Teatro         |
| ---- | ------- | --------- | ----------- | -------------- |
| 2016 | Stocker | Simona    | Pablo Drigo | Teatro El Cubo |